# Batocera sumbaensis
Batocera sumbaensis är en skalbaggsart som beskrevs av Franz 1972. Batocera sumbaensis ingår i släktet Batocera och familjen långhorningar. Inga underarter finns listade.